# Хронологія подій, причетних до Сатанова
Хронологія подій, причетних до Сатанова — розташовані в хронологічному порядку події, що безпосередньо чи опосередковано стосуються Сатанова (нині селища міського типу Городоцького району Хмельницької області).

## XV століття
- 1404, 3(12) березня — польський король Владислав II Ягайло видав грамоту, якою подарував Сатанів разом із навколишніми селами шляхтичеві Петру Шафранцю [1]. Це перша документально зафіксована згадка про Сатанів [2].
- 1430, 27 жовтня — помер великий литовський князь Вітовт, який свого часу викупив Сатанів та інші маєтності у Петра Шафранця.
- 1431, 8 серпня — Сатанів перейшов до Петра Одровонжа [3].
- 1436, 23 листопада (2 грудня за новим стилем) — польський король Владислав III Варненчик надав Сатанову німецьке (магдебурзьке) право [4].
- 1450, 6 вересня — власник Сатанова Петро Одровонж загинув у бою.
- 1485 — помер власник Сатнанова Ян Одровонж (син попереднього власника Петра Одровонжа).

## XVI століття
- 1513 — помер власник Сатанова Ян Одровонж (молодший), онук Петра Одровонжа.
- 1531 — татари дуже сильно спустошили Сатанів.
- 1532 — внаслідок клопотання власника Сатанова польський король Сигізмунд I Старий звільнив мешканців містечка від сплати податків на 8 років [5].
- 1545, 2(12) квітня — помер власник Сатанова Станіслав Одровонж — останній із роду Одровонжів по чоловічій лінії.
- 1589, 3—4 липня — у Сатанові перебував і залишив лаконічний щоденниковий запис про цей візит австрійський дипломат Еріх Лясота [6].

## XVII століття
- 1614 — Андрій і Петро Молчани з дружинами подарували рукописне Євангеліє церкві святого Георгія в Сатанові [7].
- 1641, 30 березня — власниця Сатанова Катерина Сенявська підвищила статус містечка до рівня міста, а також, зі згоди польського короля, надала поселенню «магдебурзьке право», обумовивши собі право призначати війта (міського начальника) та право остаточного розв'язання всіх судових справ громади [5]. Це було друге надання Сатанову магдебурзького права (перше — 1436 року).
- 1672 — Західне Поділля перейшло під владу Османської імперії, проте Сатанів і далі залишався в складі Речі Посполитої [8].
- 1676 — після чотирьох років військових дій між турками й поляками Сатанів увійшов до складу Османської імперії. Місто стало центром нахії (округи) у кам'янецькому санджаці [9].
- 1681 — згідно з проведеним описом, у Сатанові числилося 100 дворів, 12 кавалерів (неодружених чоловіків) і 16 євреїв — всього 696 осіб [8].
- 1699 — Сатанів повернено під владу Речі Посполитої.

## XVIII століття
- 1705, 18 липня — сеймик Подільського воєводства ухвалив організовувати суди, які мали карати селян, що брали участь в антипольському повстанні. Особливу жорстокість проявив католицький василіянський орден, з ініціативи якого повстанців засуджували до страти голодною смертю. Місцем тортур став Сатанівський монастир. Чимало жертв василіяни живцем замурували в підземеллі монастиря [10].
- 1711, 8 (19) серпня — Сатанів проїздом (на шляху з Кам'янця-Подільського до Золочева) ймовірно відвідав московський цар Петро I разом із дружиною Катериною [11].
- 1711, 24 серпня — у Сатанові побував данський посланник при Петрі I Юст Юль. Він занотував у щоденнику: «Це добре облаштоване місто. Воно укріплене старовинними мурами та баштами» [12].
- 1726 — помер власник Сатанова Адам Микола Сенявський.
- 1744 — донька гетьмана Сенявського Софія, яка вийшла заміж за князя Августа Чарторийського, виклопотала королівську грамоту, якою в Сатанові запроваджувався щорічний чотиритижневий ярмарок [5].
- 1793 — після другого поділу Польщі Сатанів увійшов до складу Російської імперії.
- 1797, червень — у Хотині з'явилася чума і з купецькими товарами проникла в Сатанів. Поступово вона охопила населені пункти Кам'янецького повіту: Брагу, Вільхівці, Голенищеве, Збриж, Залуччя, Киселівку, Лянцкорунь, Почапинці, Чорну та Черче. За свідченням лікарів, які боролися там з чумою, в Подільській губернії лютувала бубонна та кишкова її форми. До кінця року епідемія стихла [13].

## XIX століття
- 1831 — якийсь Сабінський підпалив архів Сатанівського магістрату, внаслідок чого архів було знищено [14].
- 1852 — у Сатанові побував і виявив три актові книги містечка професор Київського університету Микола Іванишев [15].
- 1881, 15 липня — у Сатанові народився польський актор театру та кіно Генрик Малковський [16].
- 1890 — у Сатанові на поміщицькому полі виявлено 163 польські монети XVII століття [17].
- 1890 — у Сатанові в сім'ї офіцера прикордонної служби народився український і бразильський живописець Дмитро Ізмайлович.
- 1899 — у Сатанові стала до ладу цукроварня [18].
- 1899 — Сатанівський Свято-Троїцький монастир із чоловічого перетворено на жіночий [19].

## XX століття
- 1901 — у виданні «Парафії та церкви Подільської єпархії» вміщено детальну інформацію про Сатанів, який охарактеризовано як досить значне містечко з шістьма тисячами мешканців, з яких до двох тисяч євреїв. У містечку є станова квартира, камера мирового судді та судового слідчого, волосне правління, прикордонний пост і пункт переходу [20].
- 1901, літо — у Сатанові для огляду, опису та фотографування пам'яток давнини побував Юхим Сіцінський [21].
- 1904 — у Сатанові народився Олександр Ізраїльович Франкфурт, доктор медичних наук, професор.
- 1908 — у Сатанові народився Мойсей Ізраїльович Франкфурт, доктор медичних наук, професор [22].
- 1911 — у Сатанові збудовано земську лікарню [23].
- 1913 — єврейський етнограф Семен Ан-ський записав у Сатанові переказ про те, що Велику синагогу в містечку було «викопано» з-під землі [24].
- 1914, 4 серпня — на початку Першої світової війни 5-а австро-угорська дивізія перейшла Збруч, але російська 2-а зведена козача дивізія розбила її під Городком, а вночі повністю розгромила біля Сатанова [25].
- 1914, 22 серпня — у Сатанові народився Йосип Львович Розенфельд, учений у галузі корозії та електрохімії металів, доктор хімічних наук, професор.
- 1915, 1 травня — у Сатанові народився Михайло Абрамович Барг, радянський історик, доктор історичних наук, професор.
- 1917, 29 листопада — у 41-му армійському корпусі 7-ї армії, що квартирував у Сатанові, створено військово-революційний комітет, який очолив Г. Караваєв [26].
- 1921, 7 червня — у Парижі на 65-му році життя померла графиня Климентина Тишкевич — остання власниця Сатанова.
- 1922, 16 квітня — у Сатанові народився Борис Юхимович Білоцерківський, доктор технічних наук, професор, почесний академік Російської академії космонавтики імені Костянтина Ціолковського.
- 1926 — завершено відбудову цукрового заводу. До кінця року на ньому вироблено 68 тисяч пудів цукру [27].
- 1931, 2 лютого — у Сатанові створено машинно-тракторну станцію [28].
- 1933 — дала перший струм Сатанівська ГЕС [29]
- 1937, 7 липня — у Сатанові народився Володимир Миколайович Свінціцький, доктор філософських наук, професор [30].
- 1937, 22 вересня — Сатанів увійшов до складу Кам'янець-Подільської області, виділеної з Вінницької.
- 1938 — Сатанову надано статус селища міського типу.
- 1939, 21 жовтня — у Сатанові в родині військовослужбовця народився Олександр Васильович Тихонов, доктор соціологічних наук [31].
- 1946, 19 січня — у Сатанові в родині військовослужбовця народився Геннадій Васильович Бондаренко, український історик, краєзнавець [32].
- 1946 — на території цукрового заводу встановлено пам'ятник Максиму Горькому — залізобетонне погруддя на потинькованому постаменті [33].
- 1951, 31 серпня — у Сатанові народився український художник Микола Іванович Кумановський [34].
- 1956 — російський реставратор і дослідник пам'яток архітектури Петро Барановський провів експертизу пам'яток культури Сатанова, Гусятина та мегалітичних споруд околиць [35]
- 1956, 20 жовтня — у Сатанові народилася Світлана Михайлівна Вус, суддя Верховного Суду України, заслужений юрист України [36].
- 1959, 23 вересня — Указом Президії Верховної Ради Української РСР ліквідовано Сатанівський район. Його територію віднесено до Волочиського та Городоцького районів Хмельницької області [37]. У зв'язку з цим Сатанів утратив статус районного центру й увійшов до складу Городоцького району.
- 1963, 24 серпня — постановою Ради Міністрів Української РСР до списку пам'яток архітектури Української РСР, що перебувають під охороною держави, внесено міську браму, замок і синагогу в Сатанові.
- 1965, лютий — постановою Ради Міністрів Української РСР Сатанівській середній школі надали ім'я Героя Радянського Союзу Павла Макарова [38].
- 1967 — при будинку культури відкрито історико-краєзнавчий музей [38].
- 1976, травень — прийняв перших відвідувачів профілакторій «Берізка», який започаткував майбутнє місто-курорт.
- 1976 — став до ладу санаторій профспілки енергетиків «Збруч».
- 1976 — «Укрбудпроект» розробив проект забудови Сатанівської курортної зони.
- 1984 — у Сатанові закладено ландшафтний парк «Сатанівська перлина».
- 1985, 5 грудня — Постановою Ради Міністрів Української РСР прийнято пропозицію Міністерства охорони здоров'я УРСР і Укрпрофради, погоджену з ВЦРПС, про визнання курортної місцевості Сатанів у Хмельницькій області курортом та віднесено його до курортів республіканського значення [39].
- 1986, 17 листопада — Рада Міністрів Української РСР затвердила «Положення про курорт Сатанів».
- 1989, 23 червня — затверджено герб Сатанова [40].
- 1989 — завершено будівництво санаторію «Товтри».
- 1990 — на закритому католицькому кладовищі розпочалося будівництво нового храму — костелу Пресвятої Діви Марії — Матері Церкви.
- 1991 — побачив світ історичний нарис Володимира Сохи «Сатанів».
- 1992, серпень — наукова експедиція Санкт-Петербурзького єврейського університету провела обстеження будівлі колишньої синагоги в Сатанові [41].
- 1992, 16 жовтня — Кабінет Міністрів України затвердив нове «Положення про курорт Сатанів».
- 1993, 15 липня — за значний особистий внесок у розвиток краєзнавчого руху, збереження національної історико-культурної спадщини уродженцеві Сатанова Геннадієві Бондаренку надано звання «Заслужений працівник народної освіти України» [42].
- 1993, 27—28 вересня — у Сатанові відбулася Міжнародна науково-практична конференція «Проблеми комплексного використання і охорони мінеральних вод типу „Нафтуся“, рекреаційних ресурсів та перспективи розвитку Сатанівської курортної зони» [43].
- 1993, 8 грудня — у Сатанові відбулася республіканська науково-практична конференція «Сапоніт Хмельниччини: видобуток, дослідження та застосування».
- 1994, 28 травня — єпископ Ян Ольшанський освятив новозбудований костел Пресвятої Діви Марії — Матері Церкви [44].
- 1995, 13 вересня — суддею Верховного Суду України призначено уродженку Сатанова Світлану Вус [45].
- 1995, 27—28 жовтня — у Хмельницькій області побувала урядова делегація на чолі з віце-прем'єр-міністром України з питань гуманітарної політики Іваном Курасом, яка вивчала можливості для прискорення розробки програми розвитку санаторно-курортного комплексу «Сатанів» і старовинного міста Кам'янця-Подільського.
- 1996, 20 серпня — Указом Президента України ландшафтний парк «Сатанівська перлина» оголошено парком-пам'ятокою садово-паркового мистецтва загальнодержавного значення [46].
- 1996, 28 грудня — постановою Кабінету Міністрів України Сатанів і Слобідку Сатанівську включено до переліку населених пунктів, віднесених до курортних.
- 1997, 24 квітня — Хмельницька обласна рада виключила з облікових даних у Городоцькому районі село Сатанівська Слобідка Іванковецької сільської ради [47].
- 2000 — проведено двотижневу етнологічну експедицію викладачів і студентів Кам'янець-Подільського педагогічного інституту (разом 11 осіб) в населені пункти за маршрутом Іванківці — Сатанів [48].

## XXI століття
- 2001, 26 липня — Сатанів увійшов до Списку історичних населених місць України, затверджених постановою Кабінету Міністрів України.
- 2001, грудень — у журналі «Знамя» опубліковано дорожні нотатки Валерія Шубинського «Автогеографія», в яких письменник із Санкт-Петербурга згадує своє експедиційне перебування в Сатанові [49].
- 2001 — прийняв перших відвідувачів реабілітаційний центр для співробітників органів внутрішніх справ, розташований на базі санаторію «Товтри» в Сатанові [50].
- 2002 — припинив роботу ВАТ «Сатанівський цукровий завод» [51].
- 2003 — селищним головою Сатанова обрано Альберта Івановича Собкова.
- 2003, 16—18 жовтня — в Сатанові відбулася перша польсько-українська наукова конференція «Сучасні технології виробництва в розвитку економічної інтеграції та підприємництва» [52].
- 2005 — розпочав діяльність санітарно-лікувальний комплекс «Перлина Поділля».
- 2005, 23 серпня — уродженка Сатанова Світлана Вус стала заслуженим юристом України [53].
- 2005, 21 грудня — міністр внутрішніх справ України Юрій Луценко взяв участь у відкритті нової двоповерхової їдальні реабілітаційного центру для співробітників органів внутрішніх справ у Сатанові [54].
- 2006, 26 березня — Альберта Собкова вдруге обрано селищним головою Сатанова.
- 2006, 6 грудня — за вагомий особистий внесок у розвиток місцевого самоврядування, багаторічну сумлінну працю і високий професіоналізм селищного голову Сатанова Альберта Собкова нагороджено медаллю «За працю і звитягу» [55].
- 2006, 14 грудня — за значний особистий внесок у розбудову правової держави, здійснення правосуддя, високий професіоналізм у захисті конституційних прав і свобод громадян та з нагоди Дня працівників суду уродженку Сатанова Світлана Вус відзначено орденом княгині Ольги третього ступеня [56].
- 2008, 25 січня — 11-а сесія Сатанівської селищної ради ухвалила провулок Леніна перейменувати на провулок Нестерової [57].
- 2008, 2 липня — знято з обліку пам'ятники, встановлені в Сатанові — Леніну (в парку та на території цукрового заводу), Воровському та Максиму Горькому [58].
- 2008 — у серії «Поділля туристичне» побачив світ путівник Мирослава Мошака «Сатанівська здоровниця та подорож туристичними стежками Поділля».
- 2009, 19 серпня — у Сатанові на колишньому цукровому заводі під час несанкціонованих робіт із демонтажу металоконструкцій стався обвал конструкцій, загинув газозварювальник [51].
- 2009, 12—14 жовтня — на базі курортного комплексу «Товтри» смт Сатанів відбулася V міжнародна науково-практична конференція «Перспективи підвищення економічного, інноваційно-інвестиційного та соціально-трудового потенціалу України за умов розвитку інтеграційних процесів» [59].
- 2009, 21 жовтня — почесним доктором Інституту соціології Російської академії наук обрано уродженця Сатанова Олександра Тихонова [60].
- 2010, червень — у Сатанові проведено регіональний етнографічний фестиваль-конкурс «Душа землі моєї», в якому взяли участь самодіяльні артисти з одинадцяти областей України [61].
- 2010, грудень — у серії «Поділля туристичне» побачила світ історико-краєзнавча розвідка Світлани Маркової «Сатанів: Історія, міфи та легенди» [62].
- 2015, 12 червня — загинув у російсько-українській війні уродженець Сатанова старший лейтенант Олександр Цисар[63].